# Skyclad
Skyclad är ett brittiskt metal-band med starka influenser av folkmusik, bildat 1990 i Newcastle-upon-Tyne. Ordet skyclad betyder "luftklädd" och avser en form av rituell nakenhet som praktiseras av vissa wicca-grupper.

## Bandet
Gruppen bildades 1990 av den före detta Sabbat-sångaren Martin Walkyier och Pariah-gitarristen Steve Ramsey. Målsättningen med bandet var att vara "the ultimate pagan metal band". I början hade man till och med Robin Hood-kostymer på scen. Förutom Walkyrier och Ramsey utgjordes originalsättningen av Graeme English (bas) och Keith Baxter (trummor). Eftersom en av medlemmarna kom från ett väletablerat namn gick det ganska snabbt för dem att få skivkontrakt och 1991 gav de ut första albumet The Wayward Sons of Mother Earth på det tyska skivbolaget Noise.
Efter första albumet så utökades gruppen med en violinist och en andra gitarrist, framför allt med målsättningen att få en mer folk-orienterad ljudbild. När bandet gav ut tredje albumet, Jonahs Ark, nådde man smärre kritikerframgångar, men samtidigt så började medlemsrotationen i bandet. Under en period var man tvungen att avbryta allt turnerande eftersom man inte tillräckligt med gruppmedlemmar för att framföra musiken.Musiken började också ta en inriktning som tidvis var väldigt lite metal, vilket gjorde att bandet bitvis alienerade sig från den publiken.
Efter att albumet Folkemon (2000) så beslutade sig originalmedlemmen och sångaren Walkyrier för att lämna bandet. Han ersattes som sångare av Kevin Ridley som tidigare hade varit producent och gitarrist i bandet. 2004 års album A Semblance of Normality kom att markera en återgång till en tyngre ljudbild.

## Texterna
Bandets texter har länge stått ut bland många av sina konkurrenter inom metal. Ofta finns ordlekar i låttitlar (ex: "Cruel Brittania rule the waves" m.fl.) och texter och lyriken i övrigt har i gemen mycket mer att göra med den som traditionella engelska folkband skriver än den generella metal-lyriken. Under Walkyriers tid som textförfattare kunde man också hitta olika personliga reflektioner i texterna. Detta element har dock mer eller mindre försvunnit sedan denne lämnade bandet. Viktiga och återkommande tema är också fattigdom, stadsbildens förfall, politik, droger och misantropi. En utveckling som har setts sedan Walkyrier lämnade bandet är att texterna har blivit mer raka och mindre svårtolkade. Till skillnad från andra brittiska band med politisk lyrik har också bandet skrivit minst en positiv låt om brittisk nationalism (låten "Ten Little Kingdoms" på "A Semblance of Normality" som är inspirerad av en dikt av J.E. Clarke). Den aktuella dikten har även använts av brittiska euro-skeptiker.

## Musiken
Bandet började med att spela en form av thrash metal på de första skivorna som dock hade inslag av keltisk folkmusik. I takt med att folkinslagen ökade så minskade dock metalinslagen, som även förvandlades till en form av hårdrock över tiden. Under period använde man även naturljud i omfattning som endast görs av vissa doom metal band. Två av bandets skivor är helt akustiska och närmar sig därför mer brittisk folkmusik.

## Medlemmar
Nuvarande Medlemmar
- Steve Ramsey – sologitarr, akustisk gitarr (f.d. Satan, Pariah, Blind Fury) (1990– )
- Graeme "Bean" English – basgitarr, akustisk gitarr (f.d. Satan, Pariah, Blind Fury) (1990– )
- Dave Pugh – gitarr (1991–1995, 2014– )
- Georgina Biddle – violin, keyboard, piano (1994– )
- Kevin Ridley – sång (2001– ), gitarr (1998– ), producent (1990– )
- Arron Walton – trummor (2001– )

Tidigare medlemmar
- Jay Graham – trummor (1998–2001)
- Martin Walkyier – sång (The Clan Destined, f.d. Sabbat) (1990–2000)
- Nick Acons – gitarr, violin (1997)
- John Leonard – flöjt, mandolin (1997)
- Mitch Oldham – trummor (1997)
- Paul A.T. Kinson – trummor (1996)
- Paul Smith – trummor (1996)
- Keith Baxter – trummor (1990–1995; död 2008)
- Fritha Jenkins – violin, mandolin, keyboard (1991–1993)
- Cath Howell – violin (1993–1994)

Turnerande medlemmar
- Danny Porter – gitarr (1992)
- Jed Dawkins – trummor (1995)
- Dave Ray – gitarr (1995)
- Dave Moore – gitarr (1996)

## Diskografi
Studioalbum
- The Wayward Sons of Mother Earth (1991)
- A Burnt Offering for the Bone Idol (1992)
- Jonahs Ark (1993)
- Prince of the Poverty Line (1994)
- The Silent Whales of Lunar Sea (1995)
- Irrational Anthems (1996)
- Oui Avant-Garde a Chance (1996)
- The Answer Machine? (1997)
- Vintage Wine (1999)
- Folkémon (2000)
- A Semblance of Normality (2004)
- In the... All Together (2009)
- Forward into the Past (2017)

EP
- Tracks From The Wilderness (1992)
- Outrageous Fourtunes (1998)
- Classix Shape (1999)
- Jig-A-Jig (2006)

Singlar
- "Thinking Allowed?" (1993)
- "Swords of a Thousand Men" (2001)

Livealbum
- Another Fine Mess (2001) (live 1995)
- Live at the Dynamo (2002)

Samlingsalbum
- Old Rope (1996)
- Massacre's Classix Shape Edition (1999)
- Poetic Wisdom (2001)
- History Lessens: An Introduction to the Artist (2002)
- No Daylights... Nor Heel Taps (2002)
- A Bellyful of Emptiness - The Very Best of the Noise Years 1991 - 1995 (2016)